# WLB 200
Die Triebwagen der Serie 200 der Wiener Lokalbahnen AG (WLB) waren die ersten Fahrzeuge für den durchgehenden elektrischen Betrieb auf der Lokalbahn Wien–Baden im Jahre 1907. Neben ursprünglich 14 Triebwagen wurden auch 12 in den Dimensionen gleiche Beiwagen geliefert.

## Geschichte
Der Auftrag zur Elektrifizierung der Badner Bahn wurde im Juni 1905 erteilt und nur knapp ein Jahr später fanden im August 1906 die ersten Probefahrten mit den Triebfahrzeugen statt. Einer der gelungenen Triebwagen wurde auf der Weltausstellung 1906 in Mailand präsentiert.
Nach einem Festakt am 30. April wurde der durchgehende elektrische Betrieb zwischen Wien und Baden am 1. Mai 1907 aufgenommen. Es gab die Zuggattung normaler Personenzug, beschleunigte Personenzüge und Schnellzüge. Die Passagierzahlen übertrafen bald alle Erwartungen, so dass in Folge die Beiwagen 251–255 in Triebwagen (bei gleichbleibender Nummerierung) umgebaut wurden. Der Erste Weltkrieg sorgte für einen Verkehrsanstieg um bis zu 58 % und stellte dementsprechend hohe Anforderungen an die Fahrzeuge und das Personal, teilweise wurden Tagesleistungen von bis zu 400 Kilometer erreicht. Unfälle und mangelnde Instandhaltung, bedingt zum Teil durch fehlende Rohstoffe und Ersatzteile, sorgten für Ausfall von Fahrzeugen. Teilweise mussten Dampflokomotiven als Vorspann und Nachschiebeloks für die bis zu sieben Wagen langen Züge im Betrieb aushelfen. Die technische Ausrüstung der Triebwagen bewährte sich jedoch grundsätzlich, später wurden kleinere Umbauten an den Fahrzeugen vorgenommen. Dies betraf jedoch nur den wagenbaulichen Teil, z. B. wurden Sonnenschutzblenden an den Führerständen montiert.
Nach der Lieferung der Triebwagen Serie 220/230 im Jahre 1927 blieben nur mehr die Triebwagen 201–210 im Bestand, die restlichen neun Fahrzeuge wurden in Beiwagen umgebaut. In Folge wurde die Serie 200 in niedere Tätigkeitsbereiche verdrängt, teilweise dienten sie nun auch dem Verschub und Bauzugtätigkeiten.
Der Zweite Weltkrieg stellte abermals hohe Anforderungen an die Wiener Lokalbahnen. Im Februar 1940 brannten die Triebwagen 204 und 209 in der Werkstätte Inzersdorf vollständig aus, weitere Fahrzeuge trugen Schäden davon. Die Triebwagen 201, 203 und 205 wurden 1944 zu Beiwagen umgebaut und dienten dem Transport von Gemüse zur Versorgung Wiens. Im September 1944 wurden Triebwagen 202 und die Beiwagen 203, 254, 258 und 259 durch ein Bombardement des Bahnhofs Wolfganggasse zerstört.
Nach dem Krieg wurde das Stromsystem durchgehend auf 850 V Gleichspannung umgestellt, die verbliebenen Triebwagen der Serie 200 kamen deshalb nicht mehr im Personenverkehr zum Einsatz und wurden als Arbeitstriebwagen verwendet bzw. zu Beiwagen umgebaut. Einige davon erhielten 1950 neue Wagenkästen von Simmering-Graz-Pauker.
Letztmals kam Triebwagen 210 nach einer Modernisierung des Wagenkastens und einer neu installierten elektrischen Ausrüstung (unter Verwendung der alten Motoren) ab September 1961 für einige Zeit als Verstärkerfahrzeug im Personenverkehr zum Einsatz. Aufgrund seines Status als Einzelstück war er beim Personal jedoch unbeliebt und wurde schließlich nach Erscheinen der „Kölner“ im Jahre 1971 in einen Beiwagen umgebaut. 1979 wurde er endgültig ausgeschieden. Die anderen Triebwagen wurde bereits 1971, die letzten Beiwagen 1974 aus dem Bestand gestrichen.

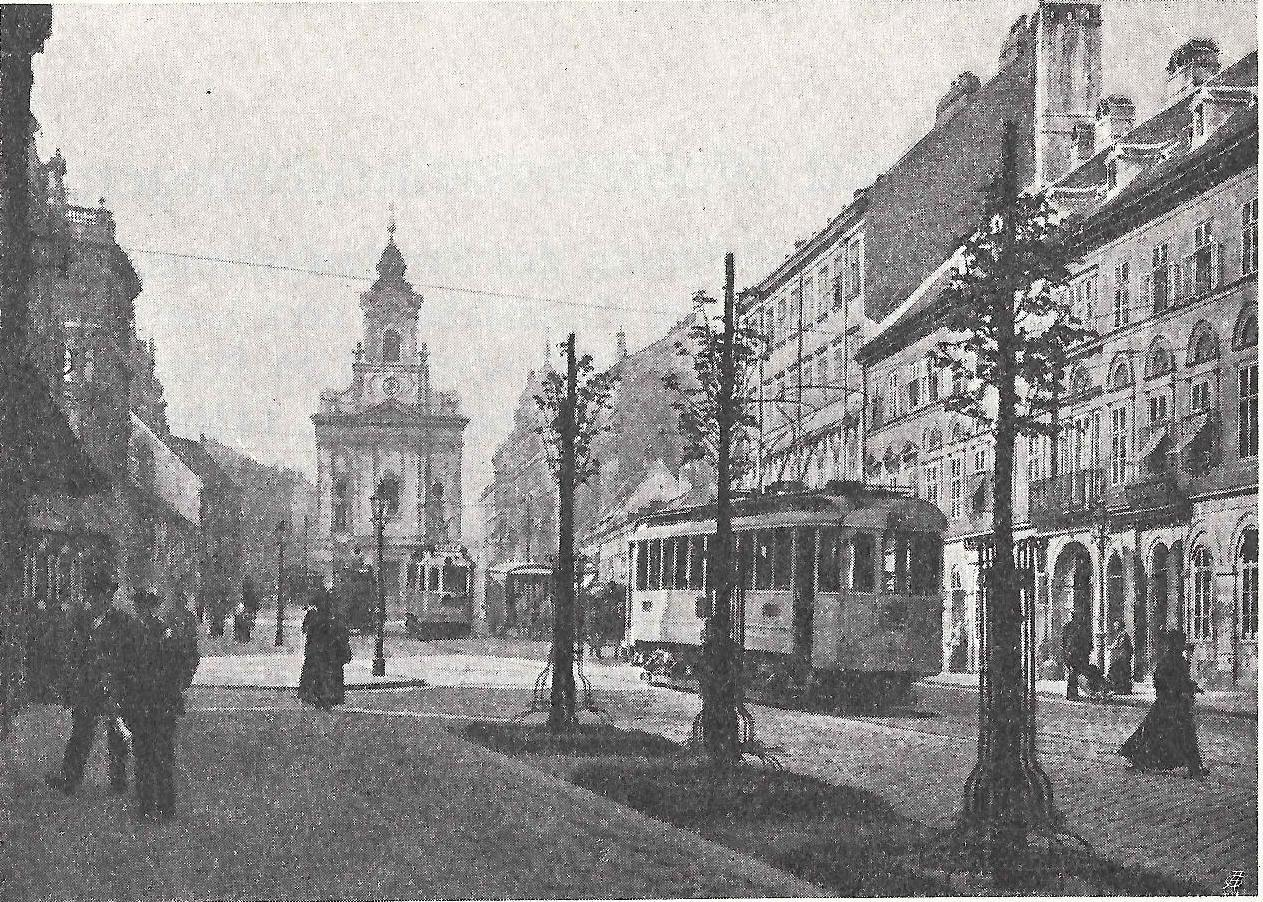
Zwei Triebwagen noch mit Lyra-Bügel auf der Wiedner Hauptstraße (1913)
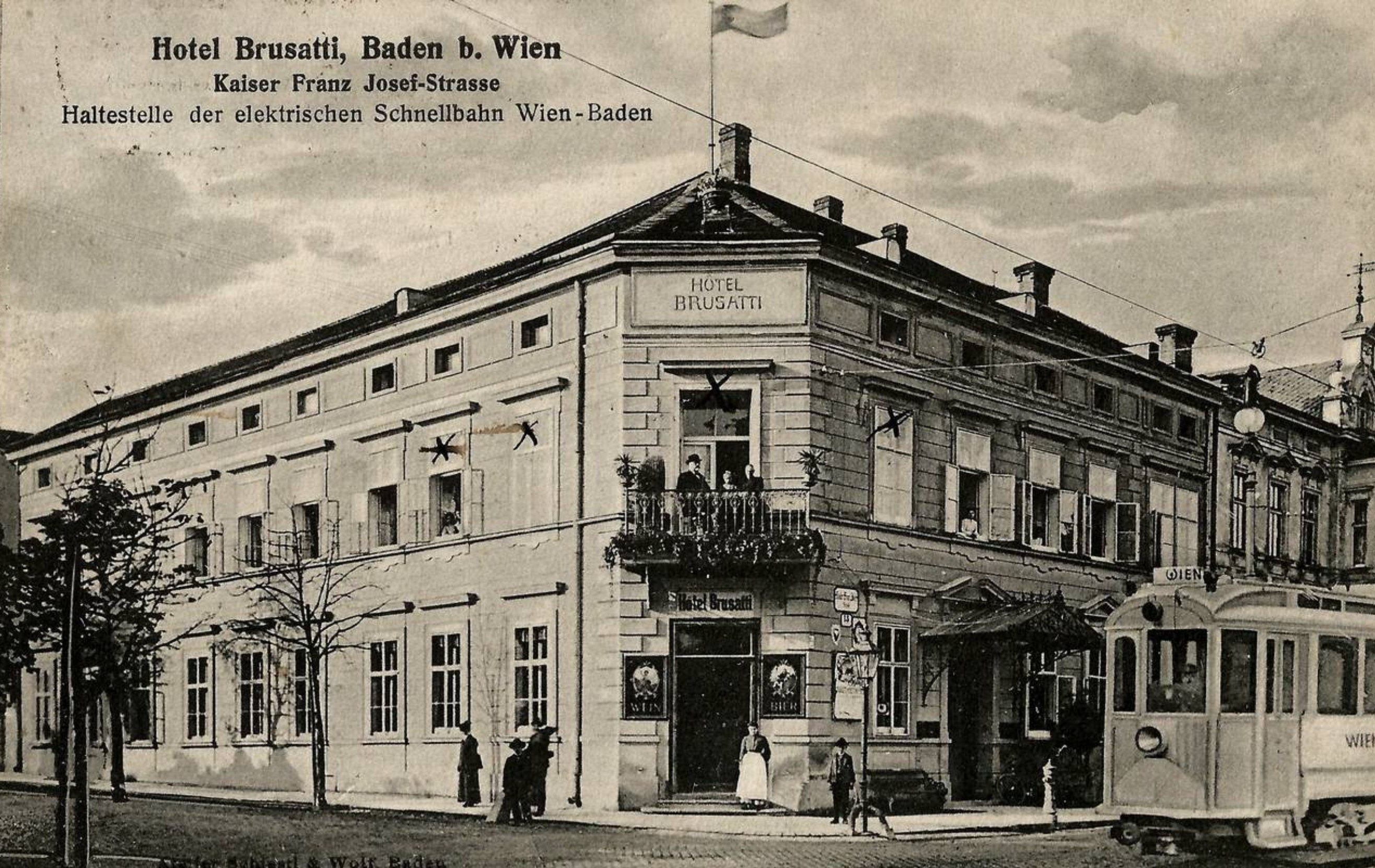
Ein 200er auf dem Kaiser Franz Joseph-Ring in Baden bei Wien (um 1910)
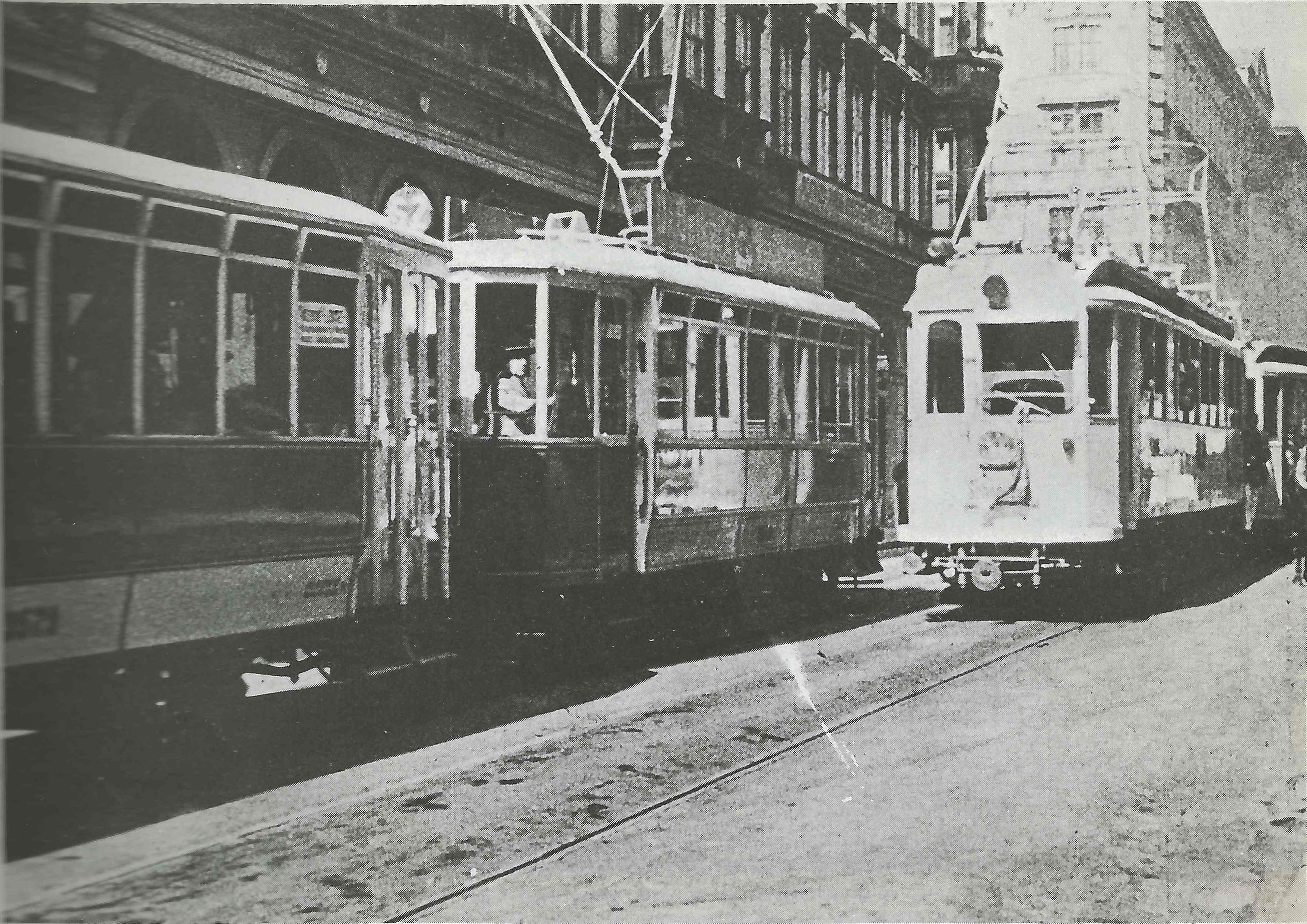
Triebwagen 214 mit zwei Berliner Dreiecks-Bügel (1925)
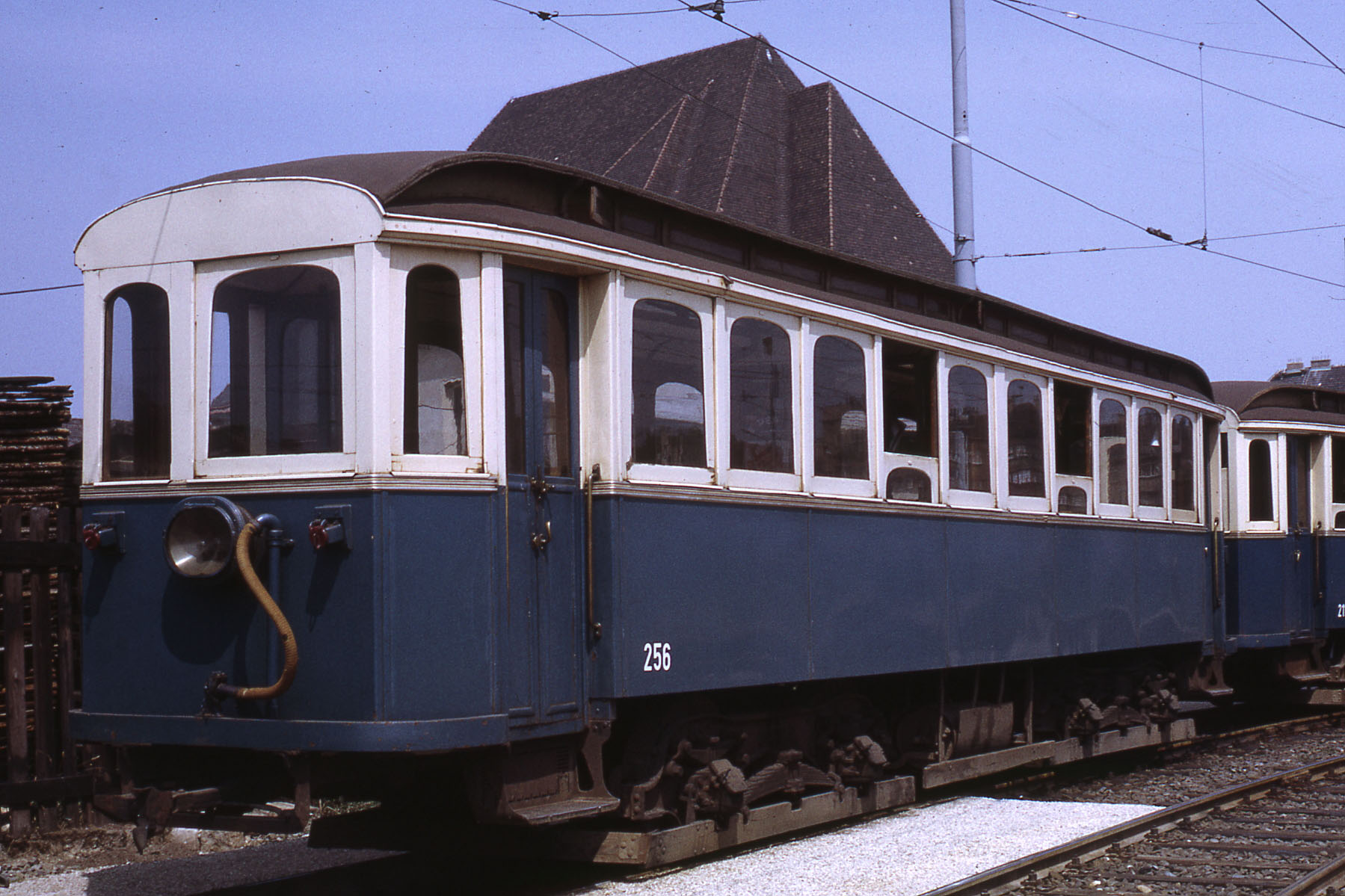
Beiwagen 256 im Jahre 1970

Museal erhalten blieb der Triebwagen 213 bei der Museumstramway Mariazell–Erlaufsee. Er wird dort wieder betriebsfähig aufgearbeitet, der Wagen 210 dient hierfür als Ersatzteilspender. Von den Beiwagen sind noch die Fahrzeuge 251 (im Besitz des VEF) und 256 (ehemals Nostalgiefahrzeug der WLB, nun im Besitz eines Nobel-Restaurants) annähernd original erhalten.

## Technische Merkmale
Die 13 m langen und 2,2 m breiten Fahrzeuge besaßen einen verblechten Holzwagenkasten, die zwei Drehgestelle mit je 1,85 m Achsstand hatten einen Drehzapfenabstand von 6 m. Dies war notwendig, um die minimal 18 m engen Radien der Wiener Straßenbahn anstandslos passieren zu können. Zugleich sollte aber eine Fahrgeschwindigkeit von 60 km/h auf der Überlandstrecke ohne Schlingern möglich sein. Jeder Triebwagen wog 27,5 Tonnen. Sowohl die äußere, als auch die innere Gestaltung der Fahrzeuge war vom Prager Jugendstil inspiriert. Besonders markant war das an den Plattformen eingezogene Schleppdach und die geschwungenen Fensterrahmen. Allein durch ihre Dimensionen und die als besonders „vornehm“ bezeichnete weiß-hellgraue Lackierung hoben sich die Triebwagen der WLB von den Wiener Straßenbahnwagen ab. Auf den Seitenwänden der Fahrzeuge prangte neben einem mit Eichenlaub verzierten Emblem der WLB die Schriftzüge „Wien“ und „Baden“ in Jugendstil-Lettern aus Messing. Neben einem verkehrten Dreilicht-Spitzensignal (mit zusätzlicher Lampe über dem Führerstand) besaßen die Triebwagen umklappbare Zielanzeiger an den Fronten. Die Beiwagen besaßen wie seinerzeit üblich auch eine den Scheinwerfern entsprechende Lampe für das Zugschlusssignal. Die Triebwagen wurden von der Prager Waggonfabrik Ringhoffer, die Beiwagen von der Waggonfabrik Simmering geliefert.
Eine technische Besonderheit war die Zweisystemausrüstung Gleich- und Wechselspannung. Sie wurde dazu von den Österreichischen Siemens-Schuckert Werken konstruiert und geliefert. Während im Gleichspannungsabschnitt mit herkömmlichen Fahrschaltern und einer Serien- und Parallelschaltung gefahren wurde, dienten auf dem Wechselspannungsabschnitt zwischen Meidling und Baden-Leesdorf zusätzlich ein Transformator mit Transformatorschalter zur Steuerung der vier Motoren. Die Fahrschalter dienten hierbei nur zur Umschaltung zwischen Serien- und Parallelschaltung der Motoren, die an die Motoren gelegte Spannung wurde mit dem Transformatorschalter (welcher die Anzapfungen des Trafos anwählte) gesteuert. Je zwei Motore des Typs BME 50 lagerten in einem Drehgestell und waren dauernd in Reihe geschaltet, sie entwickelten eine Leistung von je 30 kW (40 PS) und trieben die 850 mm durchmessenden Räder über einen einseitigen Tatzlagerantrieb an. Der Fahrschalter besaß acht Fahr- (davon je vier in Serien- und Parallelschaltung) und sechs Bremsstufen, der Transformatorschalter gemäß den Anzapfungen des Transformators sieben Stufen. So wurden den Motoren jeweils maximal 300 V aufgedrückt.
In der Anfangszeit experimentierte man mit verschiedenen Stromabnehmer-Typen, von denen sich nach mehreren Fehlschlägen schließlich der sogenannten „Berliner Dreiecksbügel“ durchsetzen sollte. Das Wageninnere erleuchteten 18 Glühlampen in zwei Stromkreisen, während je ein Scheinwerfer pro Plattform und zwei auf dem Dach befestigte Lampen für eine Ausleuchtung der Strecke sorgten. Im Winter konnte mit vier Heizkörpern „System Prometheus“ geheizt werden. Gebremst wurde mit einer Hardy-Saugluftbremse, als Signaleinrichtungen dienten eine Tretglocke und ein Signalhorn. Die Führerstände wiesen bereits eine frühe Bauform von Tachometern, System Siemens & Halske, auf.
Der Fahrgastraum der Serie 200 bot in zwei Abteilen anfangs 40 Sitz- und 30 Stehplätze. Nachdem sich die fix am Boden montierten Thonet-Drehstühle nicht bewährten, ging man bald zu den üblichen Sitzbänken über, die Sitzplatzanzahl erhöhte sich dadurch auf 44.

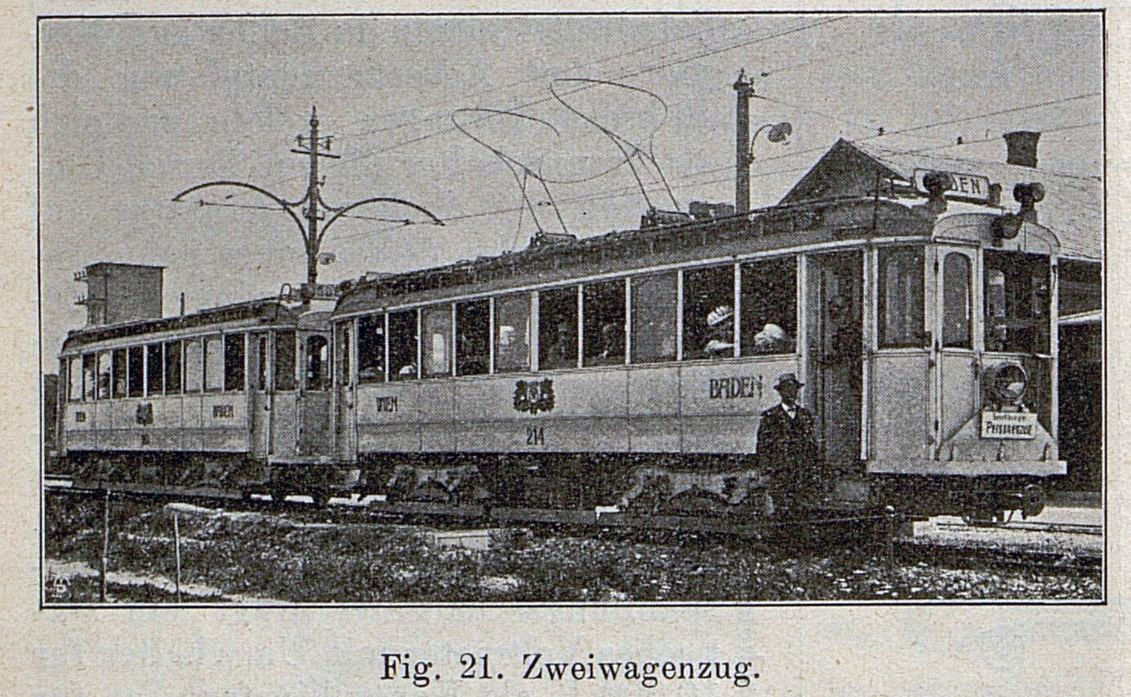
Beschleunigter Personenzug mit Trieb- und Beiwagen, 1907. Triebwagen mit Doppel-Lyrabügel
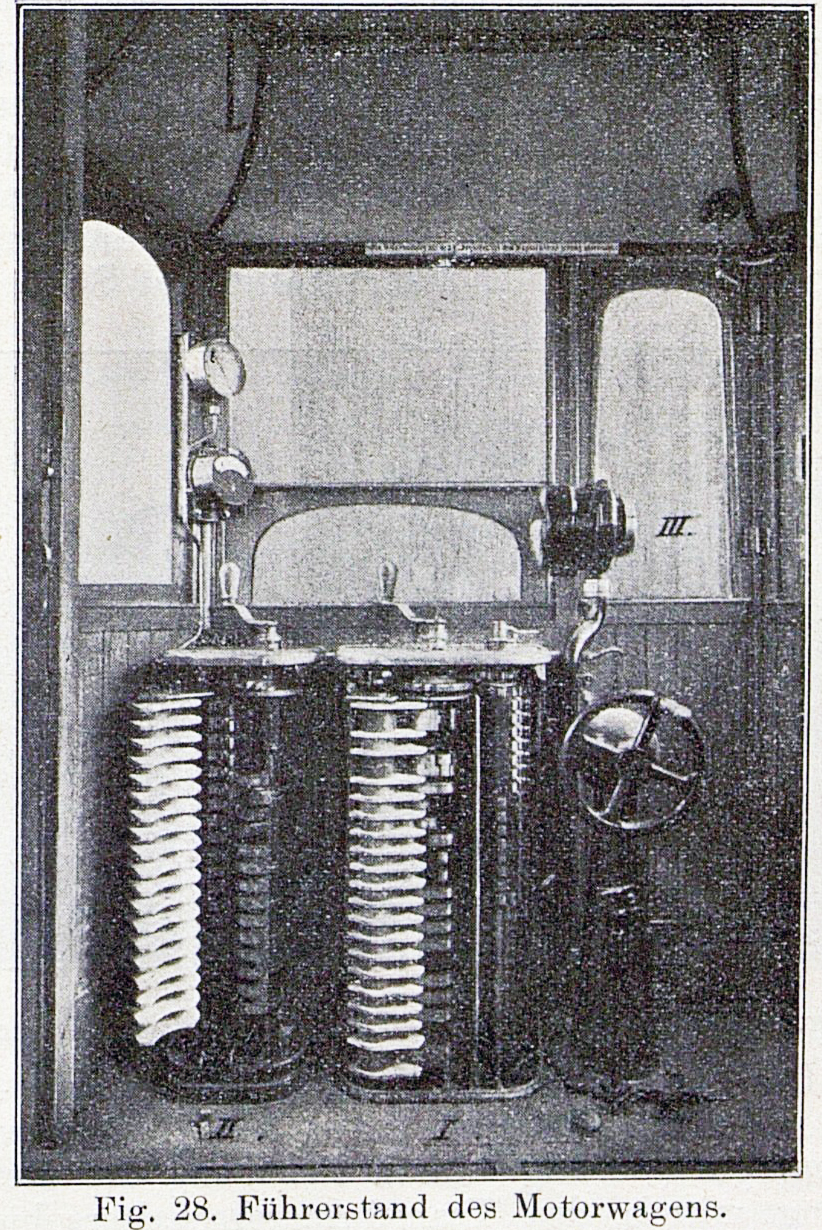
Führerstand der Triebwagen. I: Fahrschalter, II: Transformatorschalter, III: Bremsschieber
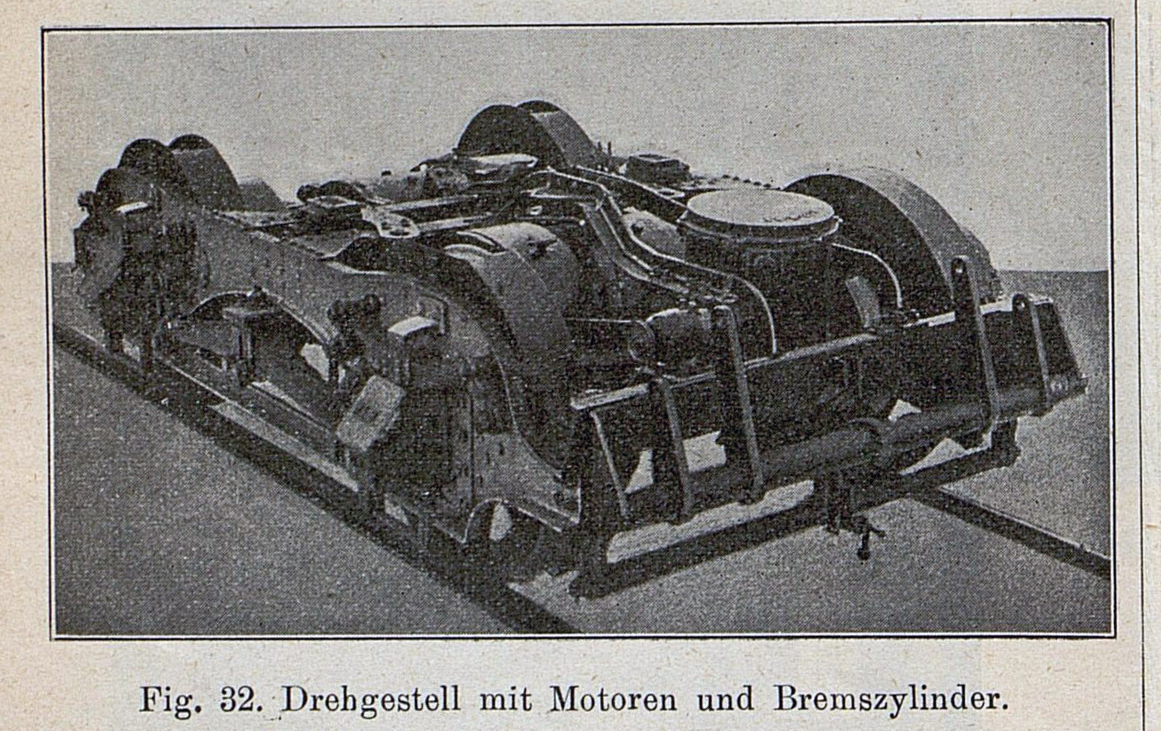
Triebdrehgestell mit Motoren und Bremszylinder
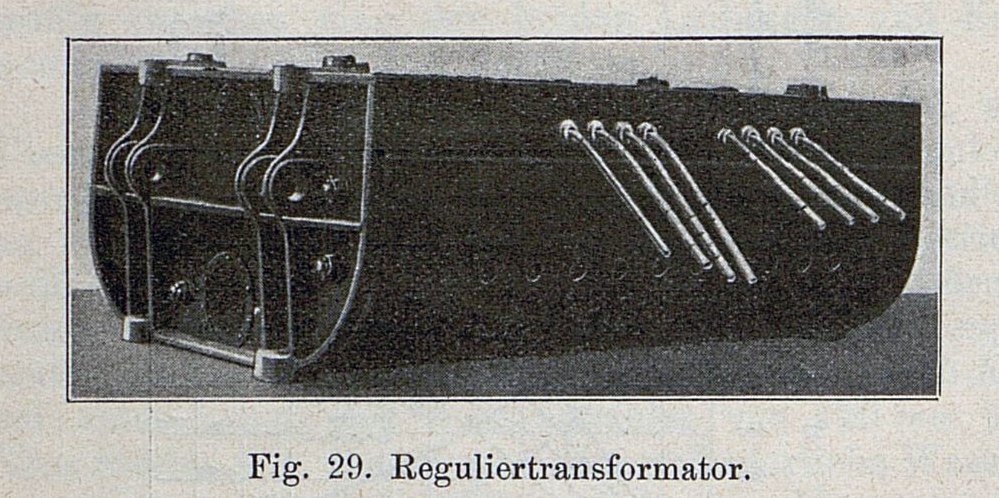
Transformator der ÖSSW
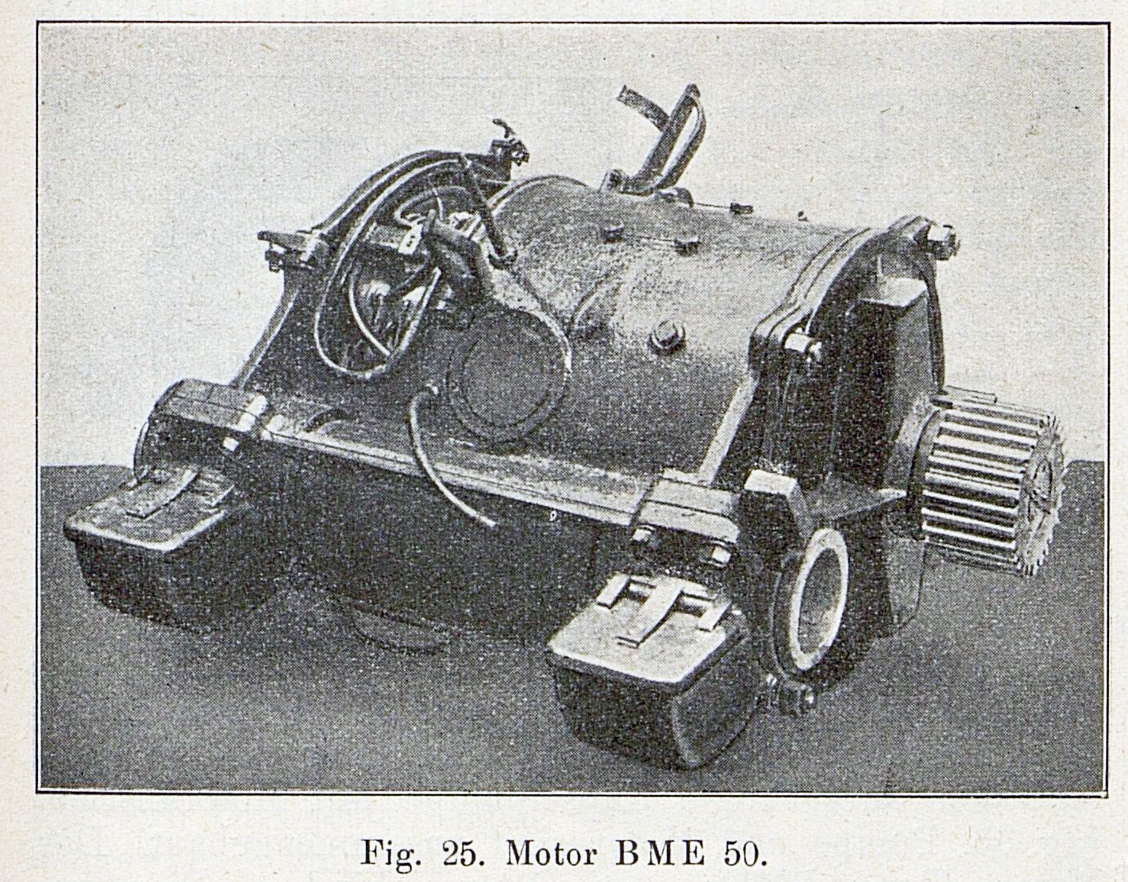
Motor der Type BME 50 der ÖSSW mit Ritzel des Tatzlagerantriebs
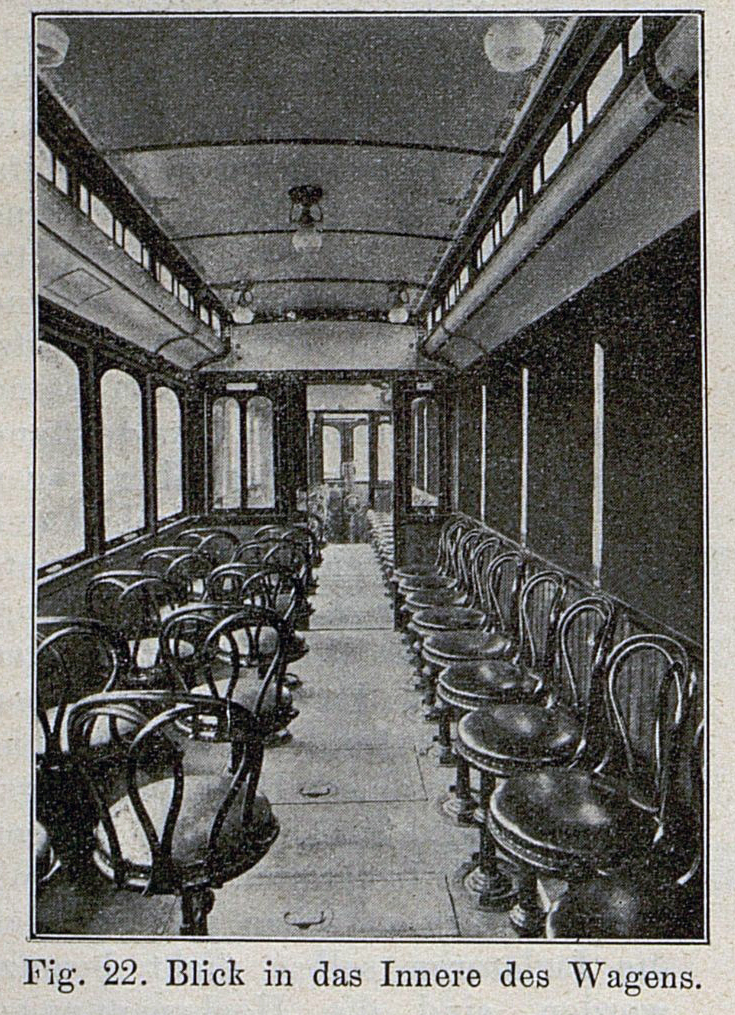
Innenraum der Triebwagen mit Thonet-Drehsesseln